# 葛集镇
葛集镇，是中华人民共和国安徽省宿州市砀山县下辖的一个乡镇级行政单位。

## 行政区划
葛集镇下辖以下地区：
葛集村、范集村、新华村、高寨村、毛雷庄村、土山村、范套村、白蜡园村、贾寨村、窦集村和李安村。